# Распад Османской империи

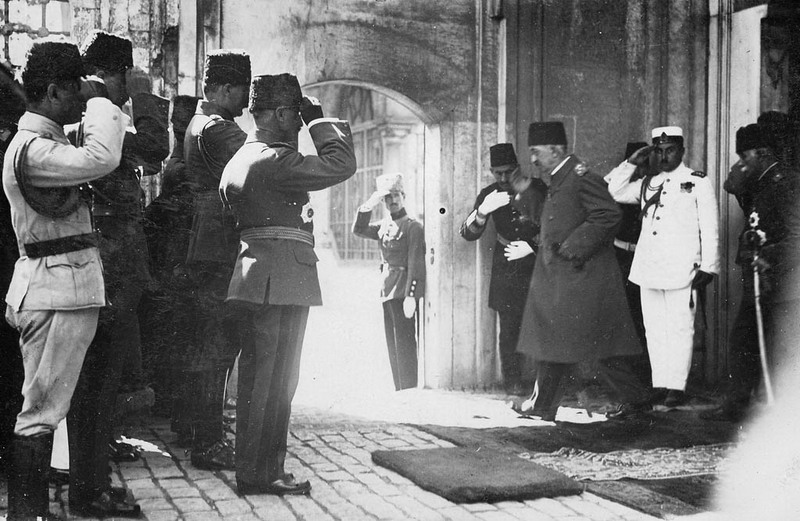
16 ноября 1922 года Мехмед VI, формально ещё остававшийся халифом, обратился к британским военным властям с просьбой вывезти его из Стамбула. 17 ноября он покинул Стамбул на борту британского линкора «Малайя»

Распад Османской империи (тур. Osmanlı İmparatorluğu dağılma dönemi) — период истории Османской империи, начавшийся в 1908 году (Младотурецкая революция) и закончившийся в 1922 году захватом большей части империи Великобританией и Францией (раздел Османской империи) и созданием Турецкой республики под руководством генерала Мустафы Кемаля.

## История
В 1908 году Крит, воспользовавшись Младотурецкой революцией, объявил энозис с Грецией.
В 1912 году, когда Сербия, Черногория и Греция предъявили права на управление территорией Албании, Албания объявила независимость.

### Первая мировая война
Османская империя, слабея, попыталась опереться на помощь Германии, при этом сохраняя нейтралитет и, в особенности, избегая конфликта с Россией. Пытаясь устранить российскую угрозу, они предложили заключить тайный союз самой России. Первым, кто заговорил о возможности альянса с Российской империей, стал не кто иной, как Энвер-паша, самый рьяный сторонник союза с Германией. 5 августа 1914 года Энвер обратился к российскому военному атташе в Стамбуле, генералу М. Н. Леонтьеву, с предложением заключить российско-турецкий оборонительный союз. К переговорам присоединились великий визирь Саид Халим-паша и соратник Энвера Талаат-паша, а также российский посол М. Н. Гирс. Турки хотели получить от русских гарантии территориальной целостности Османской империи, а также содействие в возвращении трёх островов в Эгейском море и Западной Фракии, захваченной Болгарией в ходе балканских войн. В свою очередь, турки обещали военную поддержку в военных усилиях Антанты и увольнение всех немецких офицеров и техников, работавших в Османской империи. Энверу, Талаату и Халиму удалось убедить российского посла и военного атташе в искренности своего предложения, и оба российских чиновника пообещали выступить в поддержку предложенного Турцией альянса. 
Посол Османской империи в Петербурге Фахреддин-бей обратился к российскому правительству с просьбой рассмотреть возможность русско-турецкого союза. Он объяснил министру иностранных дел С. Д. Сазонову, что османы хотят получить территориальные гарантии и обещание русских не поддерживать устремления армян в Восточной Анатолии. Однако Сазонов отказался оставлять проект армянских реформ и верить обещаниям Энвера порвать с Германией. Максимум, на что был готов пойти Сазонов — гарантировать территориальную целостность Османской империи в обмен на нейтралитет в войне. Но такие гарантии не позволяли османам вернуть их территориальные потери в Эгейском море и Фракии и не защищали их от российских амбиций по окончании войны. То, что Сазонов подтвердил приверженность России проекту армянских реформ, только усилило опасения османов по поводу будущих планов расчленения их империи. Поэтому договорённость с Германией осталась лучшим из возможных вариантов, и в конце августа турки вернулись к своим особым отношениям с Центральными державами.

### После окончания войны
5 декабря 1917 года было подписано Эрзинджанское перемирие, закончившее войну между Османской империей и Россией.
В течение 1917—1918 годов союзники заняли ближневосточные владения Османской империи: Сирия и Ливан перешли под контроль Франции, Палестина, Иордания и Ирак — Великобритании; на западе Аравийского полуострова при поддержке англичан (Лоуренс Аравийский) образовались независимые государства: Хиджаз, Неджд, Асир и Йемен. Впоследствии Асир вошёл в состав Неджда, а затем Неджд и Хиджаз стали частью Саудовской Аравии.
30 октября 1918 года было заключено Мудросское перемирие. 
Версальский мирный договор, официально завершивший Первую мировую войну, включал в себя Статут Лиги Наций, санкционировавший учреждение международной мандатной системы, призванной легализовать раздел Османской империи. В частности, статья 22 Статута Лиги Наций гласила:
Некоторые области, принадлежавшие ранее Оттоманской империи, достигли такой степени развития, что их существование, в качестве независимых наций, может быть временно признано, под условием, что советы и помощь Мандатария будут направлять их управление впредь до момента, когда они окажутся способными сами руководить собой.
В апреле 1920 года премьер-министры Великобритании, Франции и Италии собрались в Сан-Ремо, чтобы урегулировать противоречия по поводу раздела Ближнего Востока. В результате державы договорились о том, что Британия получит мандаты на Палестину (включая Трансиорданию) и Месопотамию, а Франция получит мандат на Сирию (включая Ливан).
10 августа 1920 года был заключен Севрский мирный договор, который не вступил в силу, поскольку не был ратифицирован всеми подписавшими её сторонами (ратифицирован только Грецией). По этому договору Османская империя должна была быть расчленена, причём один из крупнейших городов Малой Азии Измир (Смирна) был обещан Греции. Греческая армия взяла его 15 мая 1919 года, после чего началась война за независимость. Турецкие военные-государственники во главе с пашой Мустафой Кемалем отказались признать мирный договор и вооружёнными силами, оставшимися под их командованием, изгнали греков из страны. К 18 сентября 1922 года из Турции были изгнаны все иностранные войска.
1 ноября 1922 года Великое национальное собрание Турции приняло закон о разделении султаната и халифата, при этом султанат упразднялся. 17 ноября 1922 года султан Мехмед VI, формально ещё остававшийся халифом, покинул Константинополь на борту британского линкора.
29 октября 1923 года была провозглашена Турецкая республика. Так закончилась более чем шестивековая история Османской империи.
В июле 1923 года был подписан Лозаннский договор, в котором были установлены новые границы Турции.
3 марта 1924 года Великим Национальным Собранием Турции был упразднен Халифат и последний османский халиф Абдул-Меджид II был изгнан из Турции.

### Упразднение халифата(1924)

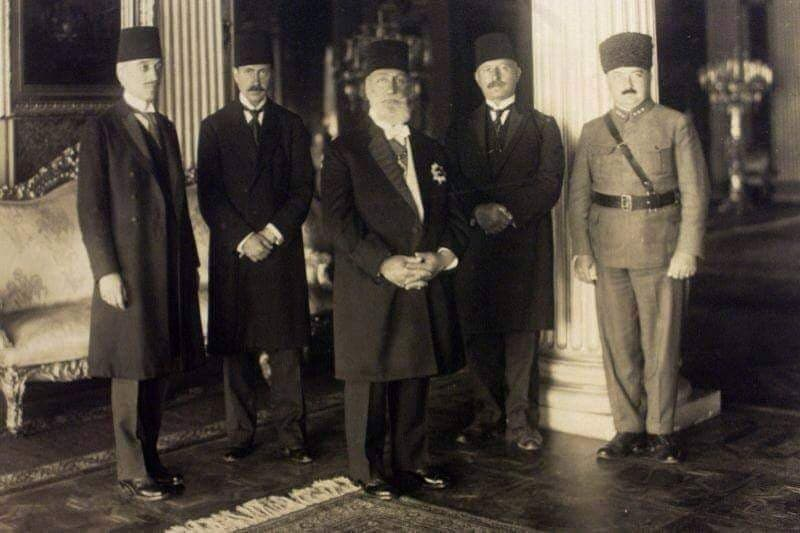
Абдулмеджиду официально сообщают о его низложении с престола в марте 1924 года

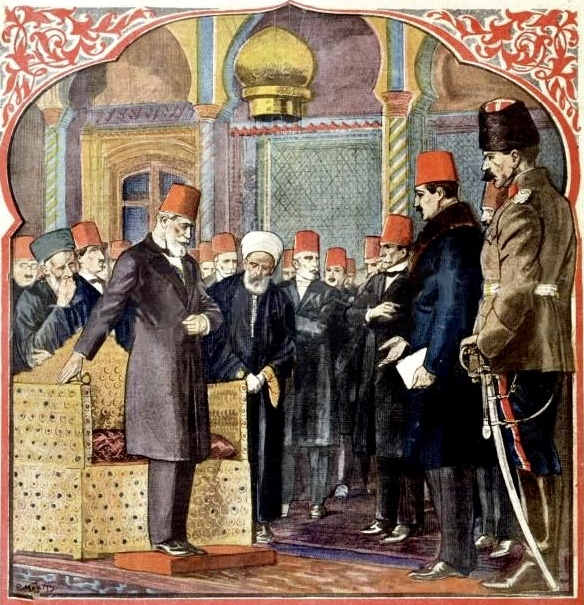
«Упразднение Халифата. Последний халиф». Иллюстрация из выпуска журнала Le Petit Journal от 16 марта 1924 года.

1 ноября 1922 года Великое национальное собрание Турции в Анкаре постановило разделить султанат и халифат и упразднить первый, чтобы положить конец правительству в Стамбуле. Также собрание решило, что османский халифат должен возглавлять член правящей династии, но не тот, кто наследует титул султана, а самый достойный с точки зрения морали. Однако 1 ноября султан Мехмед VI не был лишён титула халифа и 3 ноября ещё присутствовал на пятничной молитве в качестве такового. Наконец, 16 ноября Великое национальное собрание Турции лишило Мехмеда VI титула не только султана, но и халифа, а на следующий день экс-султан покинул страну.
19 (по другим данным — 18) ноября 1922 года Великое национальное собрание Турции избрало двоюродного брата Мехмеда Абдул-Меджида халифом, как наиболее достойного этого титула. 24 ноября в мечети Хырка-и Шериф близ Топкапы Абдул-Меджид принёс присягу на верность халифату. На церемонии присутствовали многие государственные деятели, в том числе представители правительства в Анкаре — Рефет-паша и Ходжа Мюфид-эфенди. Впервые была произнесена молитва на турецком языке вместо арабского. Также в мечети Фатих впервые от имени нового халифа Мюфидом-эфенди была зачитана проповедь на турецком языке. После чего Абдул-Меджид поблагодарил правительство за оказанное ему доверие.
Вскоре Абдул-Меджид столкнулся с некоторыми сложностями: он желал использовать титул халифа — посланника Аллаха, этот же титул как султан и халиф носил и отец Абдул-Меджида; однако Мустафа Кемаль настаивал на присвоении халифу титула халифа правоверных, что подчеркнуло бы разделение султаната и халифата. В это же время, 21-27 декабря 1923 года, проходило собрание халифов, на котором были подтверждены полномочия Абдул-Меджида. Вместе с тем, 3 января Мустафе Кемалю халифами было присвоено звание спасителя халифата. 15 января во время очередного заседания Великое национальное собрание Турции вынесло на обсуждение вопрос о целесообразности сохранения халифата.
29 октября 1923 года Османское государство прекратило своё существование, а на смену ему пришла Турецкая Республика, и необходимость в халифате отпала. Газеты пестрили заголовками о том, что Абдул-Меджид добровольно снимает с себя полномочия халифа, однако сам он хранил молчание. 5 декабря 1923 года газета исламского сообщества Великобритании выпустила публикацию в защиту Абдул-Меджида и халифата в целом. Сторонники халифата оставались и в самой Турции. Несмотря на это, 3 марта 1924 года был издан закон № 431, согласно которому все прямые члены династии Османов изгонялись из страны, а сам институт халифата был упразднен.
Халиф номинально считался верховным религиозным и политическим лидером всех суннитских мусульман по всему миру. В годы, предшествовавшие упразднению, во время Турецкой войны за независимость, неопределённое будущее халифата вызывало сильные реакции в мировом сообществе суннитских мусульман. Возможное упразднение халифата активно оспаривалось индийским движением Халифата, и вызвало оживлённые дебаты в мусульманском мире. Упразднение 1924 года произошло менее чем через 18 месяцев после упразднения османского султаната, до которого султан Османской империи был по должности халифом.
Мустафа Кемаль-паша (Ататюрк) якобы предлагал халифат Ахмеду Шерифу ас-Сенусси при условии его проживания за пределами Турции; Сенусси отказался от предложения и подтвердил поддержку Абдулмеджида. В последующие годы было выдвинуто не менее 13 кандидатов на халифат, но ни один из них не смог получить общую поддержку исламского мира. Среди кандидатов были Абдулмеджид II, его предшественник Мехмед VI, король Хусейн Хиджазский, султан Мулай Юсуф, король Аманулла Афганский, имам Яхья Йеменский и король Фуад I. Безуспешные «халифатские конференции» проводились в Нидерландской Ост-Индии (ныне Индонезия) в 1924 году, в 1926 году в Каире и в 1931 году в Иерусалиме. Шарифский халифат под руководством Хусейна просуществовал несколько лет.

## Фотографии

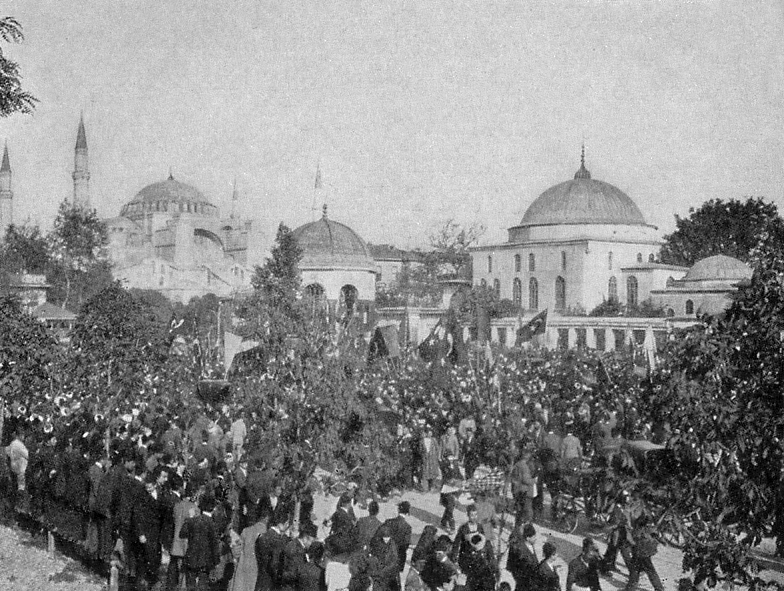
Демонстрация на площади Султанахмет в Константинополе во время Младотурецкой революции
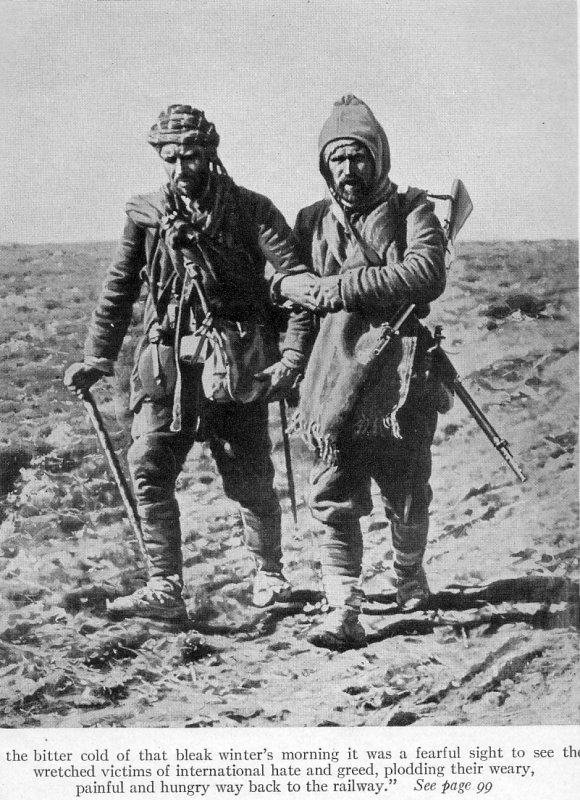
Деморализованные турецкие солдаты
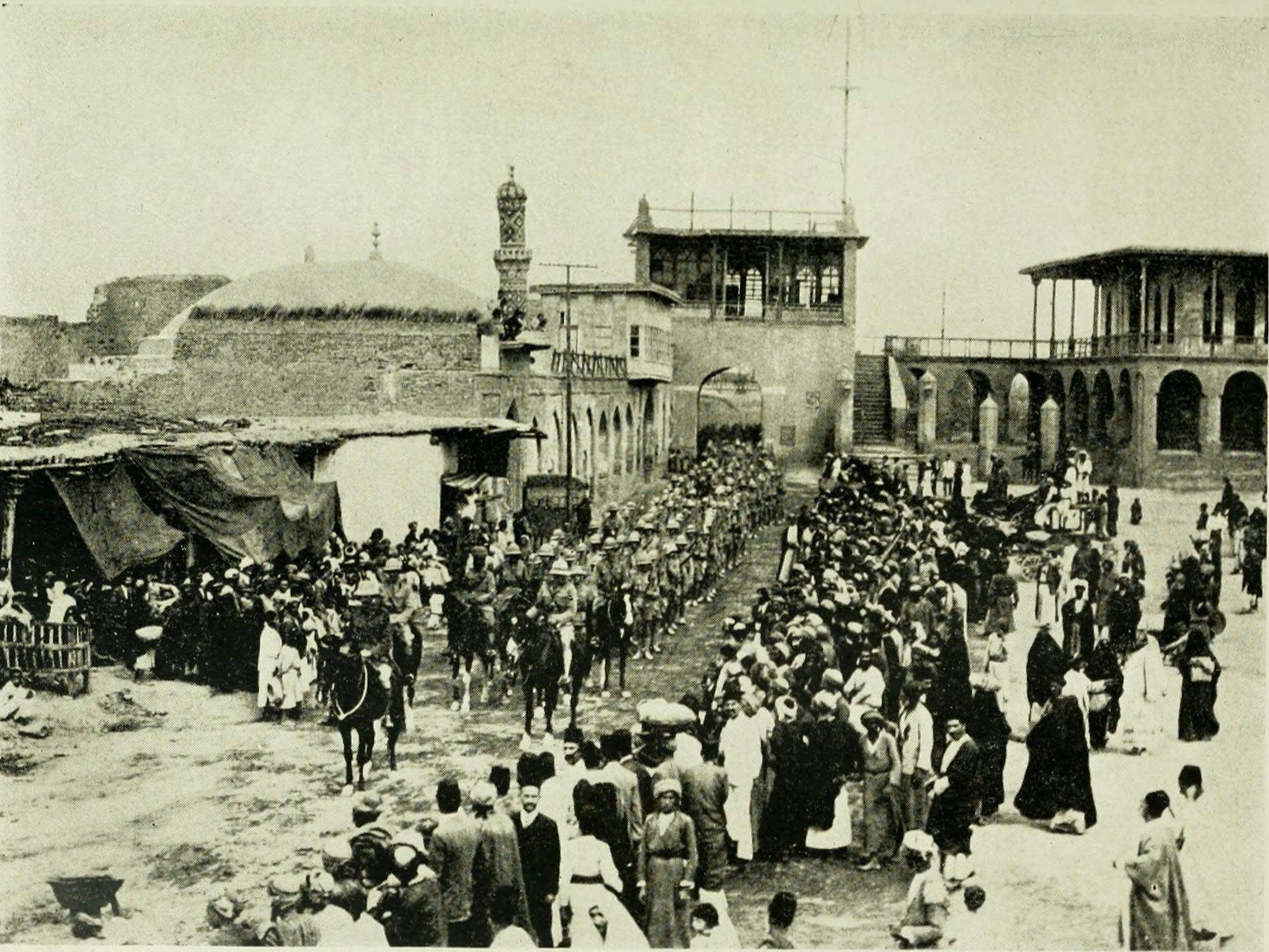
Британские войска входят в Багдад. Март 1917 года
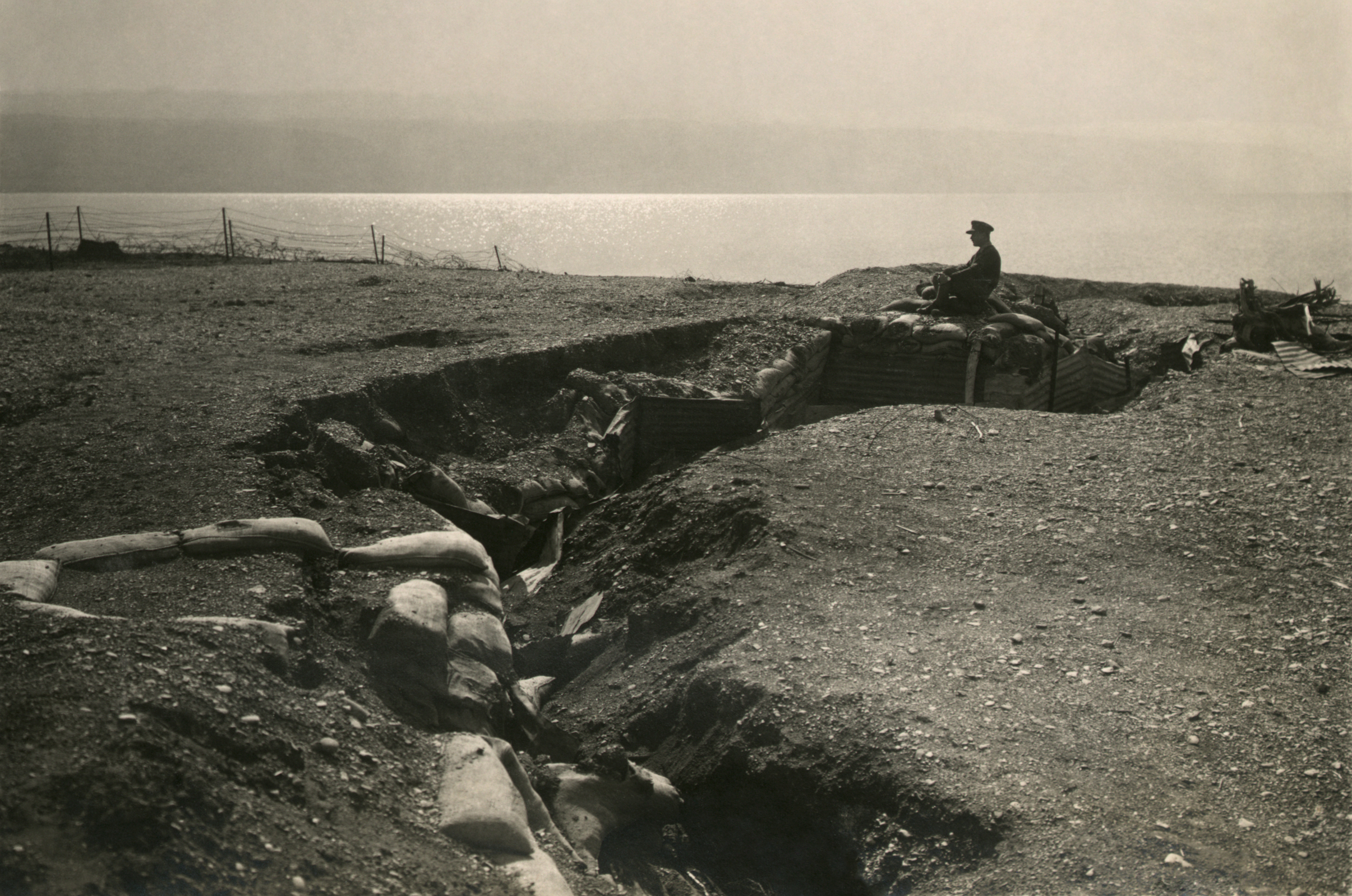
Турецкие окопы на берегу Мертвого моря. 1917 год
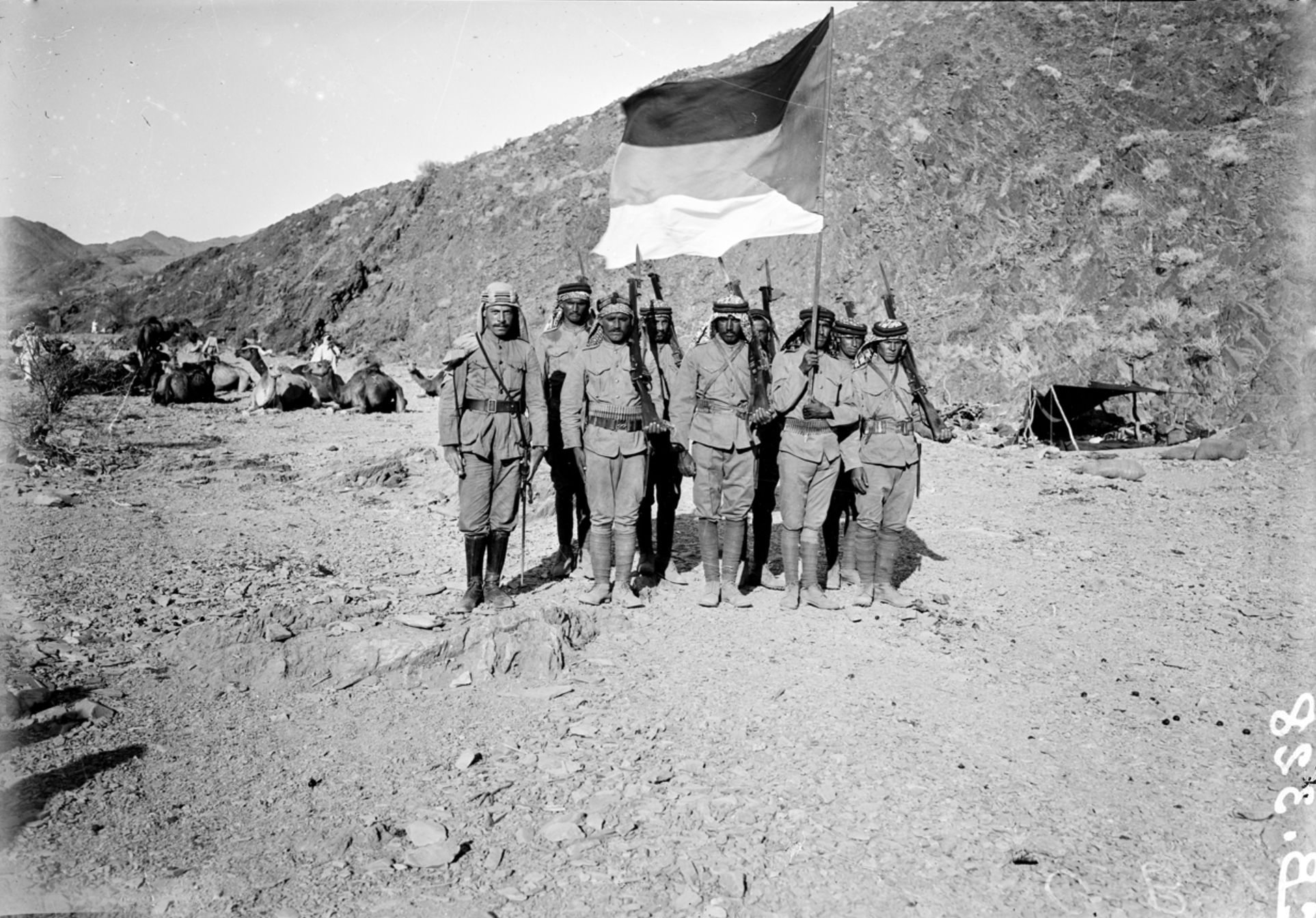
Солдаты Хусейна бен Али, несущие флаг королевства Хиджаз, во время Арабского восстания 1916―1918 годов
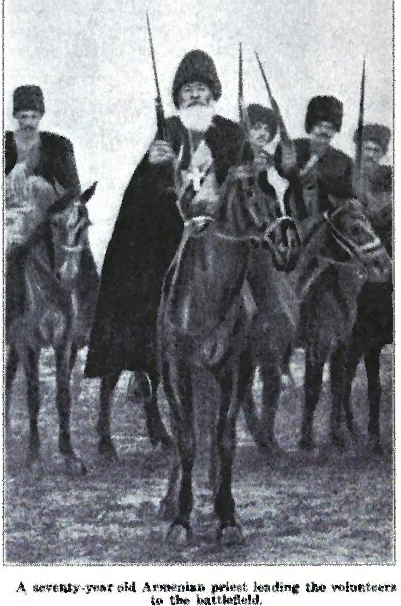
70-летний священник во главе армянского освободительного отряда